# Amazonski biom
Amazonski biom (portugalsko Bioma Amazônia) vsebuje amazonski deževni gozd, območje tropskega deževnega gozda in druge ekoregije, ki pokrivajo večino porečja Amazonke in nekatera sosednja območja na severu in vzhodu. Biom vsebuje črnovodne in belovodne poplavne gozdove, nižinske in gorske terra firma gozdove (vlažen tropski gozd, ki ni sezonsko poplavljen), bambusov in palmov gozd, savane, peščene resave in alpsko tundro. Nekaterim območjem bioma grozi krčenje gozdov zaradi pridobivanja lesa in ustvarjanja prostora za pašnike ali nasade soje.

## Obseg
Amazonski biom ima površino 6.700.000 kvadratnih kilometrov. Drugi vir navaja, da je območje Velike Amazonije približno 7.800.000 km². Biom približno ustreza porečju Amazonke, vendar izključuje območja Andov na zahodu in cerrado (savana) na jugu ter vključuje dežele na severovzhodu, ki se raztezajo do Atlantskega oceana s podobno vegetacijo kot v porečju Amazonke. J. J. Morrone (2006) opredeljuje amazonsko podregijo v tem širšem smislu, razdeljeno na biogeografske province Gvajana, vlažna Gvajana, Napo, Imeri, Roraima, Amapá, Várzea, Ucayali, Madeira, Tapajós-Xingu, Pará, Yungas in Pantanal.
Svetovni sklad za naravo ima podoben obseg, kjer amazonski biom vključuje deževne gozdove Gvajanskega ščita na severu in suhe gozdove Chiquitano v Boliviji.
Biome zajema dele Brazilije, Bolivije, Peruja, Ekvadorja, Kolumbije, Venezuele, Gvajane, Surinama in Francoske Gvajane. V Braziliji biom pokriva več kot 4.100.000 kvadratnih kilometrov in zajema vse ali dele zveznih držav Acre, Amazonas, Roraima, Rondônia, Pará, Amapá, Maranhão, Tocantins in Mato Grosso. Amazonski biom pokriva 49,29 % Brazilije. 16 % bioma je v Peruju. Od leta 2015 je bilo zaščitenih približno 23,4 % perujskega amazonskega bioma, vendar od tega manj kot polovica v celoti zaščitena.

## Fizično okolje

### Teren
Velik del terena amazonskega bioma, zlasti okoli rek, so nižinske ravnice. Gvajanski ščit je območje visokogorja ob meji med Brazilijo in Venezuelo ter Gvajano. Južno amazonsko višavje prečka dele Rondonia in Mato Grosso ter južne dele Amazonas in Para.
Amazonsko porečje prečkajo grebeni ali paleoloki, ki povezujejo Gvajanski in Srednjebrazilski ščit ter ga delijo na geološke podbazene. To so lok Iquitos ali Jutai v Peruju in Acre, lok Carauari čez Rio Negro in Solimões, lok Purus zahodno od Manausa, lok Monte Alegre zahodno od Tapajósa in lok Gurupa zahodno od Marajója. Po modelu Paleoarch tvorijo paleobazeni med loki središča biološke diverzifikacije. Tako se lok Iquitos šteje za glavni razlog za različne vrste žab in glodalcev ter različne vrste gozdov na obeh straneh grebena.

### Prst
Tla so na splošno zelo revna s hranili in območja, ki so bila izkrčena, so pogosto neprimerna za kmetijstvo ali pašnike. Velik del fosforja, potrebnega za življenje, prinaša veter iz Afrike; kot diatomejski prah iz depresije Bodélé in kot dim zaradi sežiganja biomase v Afriki. Obstajajo velike regionalne razlike v tipih tal. Tako je 20 % porečja Rio Negro pokrito s podzoli in 55 % z akrizoli in ferralsoli, preostanek pa pokrivajo aluvialne in litolične prsti ter raztresena območja hidromorfnih plintosolov. V biomu kot celoti podzoli pokrivajo le 136.000 kvadratnih kilometrov ali 2,7 % površine.

### Podnebje
V Braziliji je povprečna temperatura bioma od 22 do 26 °C in povprečna količina padavin je 2300 milimetrov, vendar obstajajo velike razlike od ene regije do druge. Biom kot celota ima letno količino padavin od 1500 do 3000 milimetrov, od tega jih približno polovico prenašajo vetrovi iz Atlantika, drugo polovico pa zaradi evapotranspiracije znotraj bioma. Obstajajo velike razlike v skupni količini padavin in porazdelitvi padavin skozi vse leto.

## Voda
Porečje Amazonke pokriva približno 5.846.100 kvadratnih kilometrov. Reka Amazonka predstavlja 15–16 % celotne vode, ki jo reke izpustijo v svetovne oceane. Reke so lahko črnovodne, belovodne ali bistrovodne. Tako ima Rio Negro (»Črna reka«) čisto, kot curek črno vodo, ki jo povzroča razgradnja organske snovi v močvirjih ob njenih robovih, v kombinaciji z nizko vsebnostjo mulja. Rio Branco (»Bela reka«) in sama Amazonka imata rumenkasto vodo, polno mulja. Reka Tahuayo v regionalnem ohranitvenem območju Tamshiyacu Tahuayo v Peruju je razvrščena kot črnovodna reka, vendar ima pogosto podobno kemično sestavo kot reke z belo vodo v regiji, saj je v poplavnem območju reke Amazonke in prejema vodo iz Amazonke.
Amazonka in njeni glavni pritoki, kot so Xingu, Tapajós, Madeira, Purus in Rio Negro, predstavljajo ovire za georazpršitev rastlin, živali in celo žuželk. Tako beločela kapucinka (Cebus albifrons) in dlakavi saki (Pithecia hirsuta) najdemo zahodno od Tapajósa, medtem ko belonosi saki (Chiropotes albinasus) najdemo le vzhodno od reke. Svetovni sklad za naravo deli biom na ekoregije, ki so pogosto opredeljene kot regije, ki ležijo med glavnimi pritoki Amazonke.

## Ekosistemi
Večino notranjosti Amazonskega porečja pokriva deževni gozd. Gost tropski amazonski deževni gozd je največji tropski deževni gozd na svetu. Pokriva med 5.500.000 in 6.200.000 kvadratnih kilometrov od 6.700.000 do 6.900.000 kvadratnih kilometrov amazonskega bioma. Nekoliko nejasne številke so zato, ker se deževni gozd prek svojih meja združuje v podobne biome. Deževni gozd je tropski širokolistni gozd, tako imenovan, ker ima večina dreves široke liste. V porečju so tudi poplavni obvodni gozd ali várzea, sezonski gozd in savana. Sezonski gozd pokriva velik del jugovzhodne meje z izrazitimi sušnimi sezonami, ko so pogosti požari. Amazonski biom vsebuje območja drugih vrst vegetacije, vključno s travišči, močvirji, bambusom in palmovimi gozdovi.
Obstaja 53 glavnih ekosistemov in več kot 600 tipov kopenskih in sladkovodnih habitatov. Od ekosistemov je 34 gozdnih območij, ki pokrivajo 78 % bioma, 6 je andskih, ki pokrivajo 1,5 %, 5 je poplavnih ravnic, ki pokrivajo 5,83 %, 5 je savan, ki pokrivajo 12,75 %, in dve tropski stepi, ki pokrivata 1,89 %. V brazilski Amazoniji je 30 od 53 ekosistemov, od katerih je 19 gozdov s 77,5 % površine. Meje bioma imajo ekotone, kjer se meša z drugimi biomi, kot je cerrado.
Znotraj in prek ekosistemov bioma obstaja ogromna biološka raznovrstnost. En vir pravi, da obstaja približno 60.000 rastlinskih vrst, od katerih jih je 30.000 endemičnih. Drugi pravi, da obstaja od 30.000 do 50.000 rastlinskih vrst. Brazilsko ministrstvo za okolje je januarja 2013 navedlo 2500 vrst dreves in 30.000 vrst rastlin. Obstaja 1400 vrst rib, 163 dvoživk, 387 plazilcev in več kot 500 sesalcev, vključno z 90 primati. 87 % dvoživk, 62 % plazilcev, 20 % ptic in 25 % sesalcev je endemičnih za biom. Znanih je 109 vrst kuščarjev in plazilcev amphisbaena ter 138 vrst kač. Od 1300 vrst ptic jih je 20 % endemičnih in 8,4 % ogroženih.
Relativno majhno območje lahko vsebuje različne ekoregije. Tako narodni park Pico da Neblina na severu Amazonasa v Braziliji vsebuje neotropsko ekoregijo campinarana, gost deževni gozd in stik med campinarano in deževnim gozdom. Vegetacijske formacije vključujejo terra firme gozdove in igapó. Submontanski gozdovi se povzpnejo na prve stopnice Gvajanskega ščita do približno 1000 metrov, sledijo jim alpska tundra. Lišaje in bromelije najdemo do 2000 metrov. Na tabularnih planotah je tudi alpska tundra.

### Vlažen gozd
Amazonsko porečje vsebuje več velikih območij vlažnih gozdov, ki jih skupaj imenujemo amazonski deževni gozd. To so Caquetá, Japurá–Solimões–Negro, Juruá–Purus, Madeira–Tapajós, Napo, Purus–Madeira, Solimões–Japurá, Jugozahodna Amazonija, Tapajós–Xingu, Tocantins–Araguaia–Maranhão, Uatuma–Trombetas, Ucayali in Xingu –Tocantins–Araguaia vlažni gozdovi. Vsak ima značilno vegetacijo. V široki definiciji, ki jo podpira Svetovni sklad za naravo (WWF), bi amazonski biom vključeval tudi Tepui, mizaste gore z edinstveno vegetacijo, Negro-Branco, Gvajansko višavje, Gvajansko predgorje in nižine ter Gvajanski vlažni gozdovi in Gvajanske savane.
V jugozahodni Amazoniji na najmanj 161.500 kvadratnih kilometrih gozda prevladujejo bambusi. Ti se pojavljajo na območjih, kjer je nedavno prišlo do tektonskega dviga v kombinaciji s hitro mehansko erozijo in slabo drenažo. Na vsaki parceli bambusa vse rastline cvetijo vsakih 27–28 let in proizvedejo ogromno semen, preden odmrejo. Državni park Chandless je v središču območja bambusovega gozda v biomu jugozahodne Amazonije in ima tri endemične vrste bambusa iz rodu Guadua. Vegetacijo delimo na gozd s palmami, gozd z bambusom, aluvialni gozd z bambusom in gost gozd.

### Poplavljen gozd
Pred študijo Ghillean Prance iz leta 1979 so lokalno prebivalstvo in številni znanstveniki stalno namočeno močvirje v spodnji Amazoniji imenovali »igapó«, vse vrste občasno poplavljenih zemljišč pa »várzea«. Novejša definicija iz Francije je:
| Vrsta poplave    | Vrsta vode           | Ime                     | Alternativno ime                       |
| ---------------- | -------------------- | ----------------------- | -------------------------------------- |
| Sezonsko         | Bela voda            | Sezonska várzea         |                                        |
| Sezonsko         | Črna voda            | Sezonski igapó          |                                        |
| Plima            | Slana voda           | Mangrove                |                                        |
| Plima            | Povratna sladka voda | Plimska várzea          |                                        |
| Neredne padavine |                      | Poplavni ravninski gozd | Obrežni gozd ob nizkih rekah           |
| Trajno           | Bela voda            | Trajni močvirni gozd    | várzea močvirni gozd, várzea chavascal |
| Trajno           | Črna in bistra voda  | Stalni igapó            | Dolgotrajno poplavljeni gozdovi        |

Večja poplavljena območja vključujejo Iquitos, Purus, Monte Alegre, Gurupa in Marajó várzeas. Majaró várzea je ob izlivu Amazonke in nanj vplivajo sladkovodni tokovi in plimovanje.

### Campinaincampinarana
Campina je odprt gozd na peščenih tleh, kjer lahko sončna svetloba doseže tla. Več kot polovica vrst orhidej v amazonskem nižavju najdemo v tej vrsti gozda. Izraza campina in campinarana opisujeta bele peščene savane, ki so zelo revne s hranili. Lahko so občasno ali sezonsko poplavljene, v tem primeru korenine trpijo zaradi pomanjkanja zračenja. Rastlinstvo je zakrnelo. Za nekatere se Campina odlikuje kot popolnoma brez dreves. Izraz campinarana se uporablja za prehod med campino in deževnim gozdom.
Campinarana je na izoliranih območjih porečij Rio Negro in Rio Branco na severu Brazilije. Zaplate campinarane, ki lahko pokrivajo več tisoč kvadratnih kilometrov, najdemo v prehodnem območju od Gvajanskega ščita do amazonskega porečja. Campinarana je običajno na izluženem belem pesku okoli okroglih močvirnatih depresij v nižinskem tropskem vlažnem gozdu. Tla imajo malo hranil, z visoko kislim humusom.] Campinarana vključuje savane, grmičevje in gozdove. Savano večinoma sestavljajo trave in lišaji, ki jih najdemo na vlažnih ravnicah ob jezerih in rekah. V grmičevju so goli pesek, zelnate rastline, grmičevje in drevesa, nižja od 7 metrov.
Vlažen gozd Japurá-Solimões-Negro, reven s hranili, je podoben Rio Negro Campinarana.

### Restinga
Severovzhodni brazilski restingi so habitati obalnih sipin, ki se razprostirajo vzdolž obale severovzhodne Brazilije, prepredene z lagunami, mangrovami in zaplatami savane caatinga. Zemljišče za sipinami lahko vključuje pritlikave palme, bromelije, praproti, grmičevje, trave in grmičasta drevesa. Na bolj izpostavljenih območjih so večinoma srednje visoke trave in grmišča, medtem ko so na zaščitenih območjih zaplate kaktusov in nizke suhe goščave. Živalstvo vključuje marmozetke in jaguarundije (Herpailurus yagouaroundi), netopirje Rhynchonycteris naso, Saccopteryx leptura, Noctilionidae in Davyjeve golohrbte netopirje (Pteronotus davyi), lesno štorkljo (Mycteria americana), rožnato žličarico (Platalea ajaja), belovrato čapljo (Ardea pacifica), veliko belo čapljo, kravjo čapljo (Bubulcus), kvakača in neotropnega kormorana (Nannopterum brasilianum). Ekoregija ima različne endemične vrste. Narodni park Lençóis Maranhenses varuje veliko območje tega habitata.[37]

## Ohranjanje
Od 1149 zveznih in državnih zavarovanih območij v Braziliji leta 2014 jih je bilo 247, ki pokrivajo 1.100.000 kvadratnih kilometrov, v amazonskem biomu in predstavljajo 73 % celotnega območja, zavarovanega na zvezni in državni ravni v Braziliji. Zvezne enote so pokrivale 587.000 kvadratnih kilometrov, državne enote pa 523.000 kvadratnih kilometrov. Med temi so bili popolnoma zavarovani narodni in državni parki (22 %), ekološke postaje (9 %), biološki rezervati (4 %) in zatočišča za prostoživeče živali ter narodni in državni gozdovi za trajnostno rabo (26 %), varstvena območja okolja (17 %), mineralni rezervati (12 %), rezervati za trajnostni razvoj (10 %) in območja ekološkega pomena. Več kot 15.000 kvadratnih kilometrov brazilskega amazonskega bioma je bilo v letih 2008–2012 izkrčenih gozdov, od tega le 6 % znotraj zaščitenih območij. 71 % zveznih in državnih zaščitenih območij v Braziliji v tem obdobju ni utrpelo krčenja gozdov.
Čeprav Svetovni gospodarski forum uvršča Brazilijo na prvo mesto na svetu glede potenciala naravnega turizma, je država na 52. mestu v turistični konkurenčnosti, če upoštevamo dejavnike, kot je infrastruktura. Nizka javna uporaba, deloma zaradi nedostopnosti amazonskih narodnih in zveznih parkov, pomeni, da ne podpirajo lokalnega gospodarstva in zato nimajo podpore družbe, zlasti lokalnih skupnosti. Državni gozdovi imajo nizke stopnje formalnih pogodb o trajnostni sečnji, pri čemer je narodni gozd Tapajós v Paráju izjema. Brazilija ima močne sisteme za spremljanje pokrovnosti tal in krčenja gozdov, vendar je leta 2014 64 % upravljavcev zavarovanih območij izjavilo, da v zadnjih petih letih niso spremljali biotske raznovrstnosti, več kot polovica pa jih je dejala, da nimajo orodij za spremljanje družbenega in okoljskega razvoja. 

## Grožnje
»Lok krčenja gozdov« je na vzhodni in južni meji bioma. Od leta 2006 je bilo izkrčenih približno 16 % amazonskega bioma v Braziliji. Satelitski posnetki kažejo, da je bilo v obdobju 2006–2011 skupno krčenje gozdov v biomu Amazonije 45.100 kvadratnih kilometrov, od tega 34.700 hektarjev v treh državah, ki proizvajajo sojo, Mato Grosso, Para in Rondonia. Raziskava iz leta 2009 je pokazala, da je bilo od 620 nedavno izkrčenih gozdov 203 ali 32 % spremenjenih v pašnike, medtem ko se je 12 ali manj kot 1 % uporabljalo za sojo.
Biom ni enak biomu Amazônia Legal, ki pokriva večje območje Brazilije. Amazonski biom pokriva približno 82 % zakonite Amazonije, če izvzamemo cerrado in campinarana. Zagovorniki gojenja soje poudarjajo, da sojine kmetije v Amazonia Legal večinoma zasedajo območja cerrado in ne bioma Amazonije. Izjava Cargilla iz leta 2006 pravi: »Soja danes zavzema manj kot 0,6 odstotka zemlje v amazonskem biomu in večina te soje se goji na obrobju amazonskega bioma na prehodnem območju med Cerradom in gozdom«. Ocena pridelovalcev soje iz leta 2010, povezanih z Grupo André Maggi, je pokazala, da je 62,55 % posesti proizvedlo 78,09 % pridelka v biomu cerrado, medtem ko je 37,45 % pridelalo 21,91 % pridelka v biomu Amazonije.
Leta 2000 je brazilska vlada prepovedala ustvarjanje nasadov sladkornega trsa v amazonskem biomu. Leta 2010 je predsedniški odlok omogočil nizkoobrestni kredit za razvoj palmovega olja, vendar le na zemljiščih, ki so bila pred letom 2008 izkrčena. To se lahko izkaže za okoljsko trajnostno gospodarsko rešitev.